# Raúl García Carnero
Raúl García Carnero (La Corunya, 30 d'abril de 1989) és un futbolista professional gallec que juga com a lateral esquerre.

## Carrera de club
García va començar a jugar al futbol al club local Victoria Club de Fútbol, abans de signar pel Deportivo de La Coruña a 12 anys. Va jugar pràcticament tot el primer any com a sènior amb el Deportivo de La Coruña B, i finalment fou cedit al club Montañeros CF de la tercera divisió la temporada2008–09.
El 4 d'abril de 2010, García va debutar amb el primer equip - i a La Liga – en una derrota per 0–3 a fora contra l'Atlètic de Madrid. Va acabar jugant quatre partits més amb el primer equip la temporada 2010–11 i, el juny, va signar un nou contracte per un any.
La temporada següent, a segona B, va retornar al Deportivo B i fou cedit a la UD Melilla de la mateixa categoria, l'estiu de 2011. Posteriorment, se li va oferir un nou contracte, amb la condició que acceptés una altra cessió; però el jugador va refusar, i va signar amb la UD Almería el 5 de juliol de 2012, on fou assignat inicialment a la UD Almería B.
El 26 d'octubre de 2012, García fou convocat amb el primer equip, a causa de les lesions. L'endemà va debutar amb el primer equip en una victòria per 1–0 a casa contra la SD Huesca; va marcar el seu primer gol com a professional al partit següent, una victòria 2–0 contra el Recreativo de Huelva.
El 28 juny 2013, després d'haver contribuït amb vuit partits al retorn de l'Almería al màxim nivell després de dos anys, García fou promocionat al primer equip a causa d'una clàusula del seu contracte. De tota manera, va jugar molt esporàdicament a primera, i fou cedit al Deportivo Alavés el gener de 2014.
El 14 de juliol de 2014, García va acabar contracte amb els rojiblancos i va signar amb l'Alavés poques hores després. Va marcar cinc gols, el màxim de la seva carrera, la temporada 2015–16, en què l'Alavés va pujar a primera divisió.
El 5 de juny de 2017, García va signar contracte per tres anys pel CD Leganés.
El 15 de gener de 2019, Raúl García va signar contracte pel Girona FC fins al juny del 2019. El lateral esquerrà arribà lliure al club després de rescindir contracte amb el CD Leganés.
L'1 de juliol de 2019, després que l'equip baixés de categoria, García va fitxar pel Getafe CF per tres anys, però amb una cessió per sis mesos al Reial Valladolid en la següent finestra de mercat. El 28 de juliol de 2020, va signar contracte per tres anys amb aquest darrer club. El 15 de juliol de 2022, García va tornar al seu primer club, el Deportivo, amb una cessió per un any.

## Palmarès
Alavés
- Segona divisió: 2015–16